# 龍門飛甲 (電影)
《龍門飛甲》（英語：The Flying Swords of Dragon Gate）是一部于2011年12月上映的华语动作片。导演为徐克，元彬任动作指导，李連杰、周迅、陳坤領銜主演；桂綸鎂、李宇春、范曉萱及樊少皇主演；劉家輝特別客串；盛鑑特別介紹。故事延续1992年的电影《新龙门客栈》的情节，但主要角色名字全改。该片采用3D電影技术拍摄而成，为首部华语武侠3D電影。此片所佔比例不高的文戲部分由張之亮導演與徐克共同執導，因此在片尾名單上，首先打出特別感謝張之亮的字樣。
中国大陆票房达到5.5亿元，徐克因此成为首位在中國大陸票房超过5亿的香港导演。影片获得第31届香港电影金像奖最佳电影、最佳导演等计13项提名，赢得最佳剪接、美术指导、动作设计、音响效果和视觉效果5个技术奖。此外，也为徐克获得第六届亚洲电影大奖和第十二届华语电影传媒大奖最佳导演提名。

## 剧情
明宪宗年间（應為公元1487年）宦官弄权。侠客赵怀安在营救忠良行动中，将恶贯满盈的东厂督主万喻楼一剑毙命，引来西厂督主雨化田派人追杀。雨化田和后宫万贵妃勾结，阻止后宫宫女怀孕。宫女素慧容怀孕潜逃，在即将被捕时被化名赵怀安的侠客凌雁秋解救。凌雁秋试图以赵怀安之名行侠，引出赵怀安与之相见。赵在暗处见到这一切，但拒绝出现。雨化田带队前往边关追杀素慧容和赵怀安。赵怀安携友途中刺杀雨化田未遂，暗中跟踪。
在西域的龙门，凌雁秋带着素慧容投店。之后客栈来了譚鲁子带队的便衣西厂密探，凌雁秋带着素慧容躲进密道。西厂密探和客栈里的鞑靼商队起冲突。西厂试图投毒反被对方下毒。江湖人顾少棠及绰号“风里刀”的卜仓舟投店。风里刀的相貌和雨化田酷似，譚鲁子不敢确认，派手下去找雨化田的大部队。
凌雁秋在密道中见到顾少棠、卜仓舟和客店老板、鞑靼商队谋划，原来他们是一伙儿的，企图夺取60年一现的西夏王宫里的宝藏。譚鲁子的手下见到雨化田与之确定分辨真假的暗语，返回客栈。赵怀安跟踪而至，通知冒充雨化田的风里刀已被识破。赵怀安和凌雁秋相见。赵怀安、顾少棠、鞑靼人联手对付西厂。风里刀猜出暗语，再次冒充雨化田，导致譚鲁子和率大队追兵来的真正雨化田、馬進良互鬥，赵、顾等人趁机出击，凌雁秋去而复返，协助赵。
此时龙卷风忽至，西夏王宫从黄沙中出现。赵怀安、顾少棠、风里刀、鞑靼人、凌雁秋、素慧容、雨化田进入王宫，协议暂时停战搬运财宝。关键时素慧容出手刺伤凌雁秋，原来素慧容是西厂的人。她的出逃是为了引出赵怀安。经过殊死搏斗，素慧容、雨化田被赵怀安等人联手杀死。凌雁秋重伤不愿赵怀安看到她的垂死而独自离去，赵追随。
最后，风里刀冒充雨化田带着钟情于他的鞑靼女首领回到皇宫，毒杀万贵妃。

## 演員表
| 演員   | 角色             | 備註                                                                                        | 粵語配音 |
| 李連杰 | 趙懷安           | 吏部尚书（受东厂迫害）的属下，專事追殺東廠宦官的俠客。 （角色源自《新龙门客栈》中的周淮安） | 陳欣     |
| 周迅   | 凌雁秋           | 俠女（曾假扮趙懷安），与趙懷安有情感纠葛。 （角色源自《新龙门客栈》中的金鑲玉）             | 周恩恩   |
| 陳坤   | 雨化田           | 本片大反派 西廠督主                                                                         | 楊耀泰   |
| 陳坤   | 卜倉舟           | 風裡刀 大盜，顧少棠之前男友兼拍檔，於龍門客棧遇上常小文後與其互相愛慕                       | 陳國邦   |
| 桂綸鎂 | 常小文（布嚕嘟） | 韃靼首領，於龍門客棧遇上卜倉舟後與其互相愛慕                                                | 莊巧怡   |
| 李宇春 | 顧少棠           | 大盜，卜倉舟之前女友兼拍檔                                                                  | 蔣祖曼   |
| 范曉萱 | 素慧容           | 本片反派 出逃的懷孕宮女，實為西廠細作                                                       | 周奕勤   |
| 盛鑑   | 譚鲁子           | 本片反派 西廠二檔頭                                                                         | 黎家希   |
| 王雙寶 | 呂布             | 本片反派 西廠二檔頭貼身侍衛                                                                 | 葉振聲   |
| 樊少皇 | 馬進良           | 本片反派 西廠大檔頭、雨化田的近衛（片中大部分时候戴面具）                                   | 原声     |
| 劉家輝 | 萬喻樓           | 本片反派 東廠首領欽差掌印督主                                                               | 原声     |
| 孫建魁 | 梁材（老柴）     | 龍門客棧新任掌櫃                                                                            |          |
| 杜奕衡 | 繼學勇           | 本片反派 西廠三檔頭，官位七品                                                               |          |
| 王雙寶 | 趙平安           |                                                                                             |          |
| 薛劍   | 雷崇正           | 江湖俠客                                                                                    | 黃志明   |
| 李炳淵 | 令國洲           | 江湖俠客                                                                                    | 何偉誠   |
| 韓飛行 | 哈剛童嘎         | 布嚕嘟貼身侍衛                                                                              | 李兆基   |
| 李卓   | 小辛             |                                                                                             |          |
| 吳迪   | 趙通             | 本片反派 西廠殺手，臉上有青印                                                               |          |
| 李軍如 | 董丹             |                                                                                             |          |
| 李思博 | 岡子             |                                                                                             |          |
| 翟鋼   | 方建宗           |                                                                                             |          |
| 呂德亮 | 于正             |                                                                                             |          |
| 戴明   | 參謙之           | 五軍都督府僉事                                                                              |          |
| 周大慶 | 潭滋信           |                                                                                             |          |
| 张馨予 | 萬貴妃           | 本片反派                                                                                    | 陳安瑩   |

## 职员表
| 出品人   | 冬                           |
| 制作人   | 施南生                       |
| 监制     | 徐克                         |
| 导演     | 徐克、張之亮                 |
| 编剧     | 徐克、何冀平、朱雅           |
| 摄影     | 蔡崇晖                       |
| 配乐     | 胡伟立、黎翰江、顾鑫         |
| 配音导演 | 章斌                         |
| 美术设计 | 奚仲文、刘敏雄               |
| 动作指导 | 元彬、蓝海瀚、孙建魁、樊馨萌 |
| 樊馨萌   | 樊馨萌                       |
| 视觉特效 | Wook Kim Josh Cole、钟智行   |

## 评价
烂番茄新鲜度70%，好评居多，尤其是3D视觉效果、动作设计和陈坤的表演方面，许多影评人认为本片是首部取得成功的3D华语片。

## 奖项

### 第6届亚洲电影大奖
| 年份 | 獎項         | 入圍者         | 結果 |
| ---- | ------------ | -------------- | ---- |
| 2012 | 最佳電影     | 龍門飛甲       | 提名 |
| 2012 | 最佳導演     | 徐克           | 提名 |
| 2012 | 最佳男主角   | 陳坤           | 提名 |
| 2012 | 最佳女配角   | 桂綸鎂         | 提名 |
| 2012 | 最佳美術指導 | 奚仲文、刘敏雄 | 提名 |
| 2012 | 最佳視覺效果 | 鐘智行         | 獲獎 |
| 2012 | 最佳造型設計 | 奚仲文         | 獲獎 |

### 第31屆香港電影金像獎
| 年份 | 獎項             | 入圍者                      | 結果 |
| ---- | ---------------- | --------------------------- | ---- |
| 2012 | 最佳電影         | 龍門飛甲                    | 提名 |
| 2012 | 最佳導演         | 徐克                        | 提名 |
| 2012 | 最佳女主角       | 周迅                        | 提名 |
| 2012 | 最佳女配角       | 桂綸鎂                      | 提名 |
| 2012 | 最佳新演員       | 盛鑑                        | 提名 |
| 2012 | 最佳攝影         | 蔡崇暉                      | 提名 |
| 2012 | 最佳剪接         | 邱志偉                      | 獲獎 |
| 2012 | 最佳美術指導     | 奚仲文、劉敏雄              | 獲獎 |
| 2012 | 最佳服裝造型設計 | 賴宣吾                      | 提名 |
| 2012 | 最佳動作設計     | 元彬、藍海瀚、孫建魁        | 獲獎 |
| 2012 | 最佳音響效果     | 金石源                      | 獲獎 |
| 2012 | 最佳視覺效果     | Wook Kim、Josh Cole、鍾智行 | 獲獎 |
| 2012 | 最佳原創電影音樂 | 胡偉立、黎翰江、顧鑫        | 提名 |

### 第12届华语电影传媒大奖
| 年份 | 獎項                   | 入圍者   | 結果 |
| ---- | ---------------------- | -------- | ---- |
| 2012 | 最佳導演               | 徐克     | 提名 |
| 2012 | 观众票选最受瞩目电影   | 龍門飛甲 | 提名 |
| 2012 | 观众票选最受瞩目女演员 | 桂綸鎂   | 提名 |
| 2012 | 观众票选最受瞩目表现   | 李宇春   | 提名 |
| 2012 | 百家传媒年度致敬电影   | 龍門飛甲 | 提名 |
| 2012 | 百家传媒年度致敬电影人 | 徐克     | 提名 |

### 第49届金馬獎
| 年份 | 獎項         | 入圍者                  | 結果 |
| ---- | ------------ | ----------------------- | ---- |
| 2012 | 最佳視覺效果 | 金旭、鍾智行、Josh Cole | 獲獎 |
| 2012 | 最佳美術設計 | 奚仲文、劉敏雄          | 提名 |
| 2012 | 最佳動作設計 | 元彬、藍海瀚、孫建魁    | 提名 |

### 第7届香港电影导演会年度大奖
| 年份 | 獎項             | 入圍者 | 結果 |
| ---- | ---------------- | ------ | ---- |
| 2012 | 年度傑出導演     | 徐克   | 獲獎 |
| 2012 | 年度新晉演員(銀) | 盛鑒   | 獲獎 |